# Streptoprocne
Streptoprocne är ett släkte med fåglar i familjen seglare. Det omfattar fem arter:
- Kastanjeseglare (S. rutila)
- Tepuíseglare (S. phelpsi)
- Halsbandsseglare (S. zonaris)
- Vitnackad seglare (S. semicollaris)
- Halvmåneseglare (S. biscutata)